# Хлистун Юрій Миколайович
Ю́рій Микола́йович Хлисту́н — старший прапорщик, Міністерство внутрішніх справ України, учасник російсько-української війни.
Вихованець академії Національної гвардії України.

## Нагороди
20 червня 2014 року — за особисту мужність і героїзм, виявлені у захисті державного суверенітету та територіальної цілісності України, вірність військовій присязі під час російсько-української війни, відзначений — нагороджений орденом Данила Галицького.